# Mandalaguna
Mandalaguna is een bestuurslaag in het regentschap Tasikmalaya van de provincie West-Java, Indonesië. Mandalaguna telt 4608 inwoners (volkstelling 2010).